# Detlef Stöcker
Detlef Stöcker (* 1963 in Geroldsgrün) ist ein deutscher Autor.

## Leben und Wirken
Detlef Stöcker ist der Verfasser von 16 Büchern rund um den Boots- und Outdoor-Sport. Als freier Autor schreibt er für die Magazine Segeln, Palstek, Skipper, Kanu-Sport, Kanumagazin, Magazin Seenland das Kajak-Magazin und das Magazin Outdoor.
Über Reiseprojekte von Detlef Stöcker wurden bereits mehrere Fernsehdokumentationen produziert. Der Bayerische Rundfunk, der Mitteldeutsche Rundfunk der Südwestrundfunk, der Rundfunk Berlin-Brandenburg und der Norddeutsche Rundfunk berichteten teilweise direkt von Bord der Boote, von Wanderungen und Schneeschuhtouren während der Reisen.

## Veröffentlichungen
- Detlef Stöcker / Britt Grünke, Wasserwanderungen durch die Mark Brandenburg. Von der Elbe über die Havel zur Oder. Verlag Busse Seewald, Herford 2002. ISBN 3-512-03240-0.
- Detlef Stöcker / Britt Grünke, Wasserwanderungen durch die Mark Brandenburg. Von der Havel über die Spree zur Oder. Verlag Busse Seewald, Herford 2002. ISBN 3-512-03241-9.
- Detlef Stöcker / Britt Grünke, Wasserwanderungen durch Mecklenburg. Verlag Busse Seewald, Herford 2003. ISBN 351203263X
- Detlef Stöcker / Britt Grünke Führerscheinfrei durch Deutschland. Von der Donau bis zur Oder.Verlag Delius Klasing, Bielefeld 2004. ISBN 3-768-81548-X
- Britt Grünke / Detlef Stöcker, Binnencharter. Mit aktueller Rechtslage zum Charterschein. Verlag Pietsch, Stuttgart 2006. ISBN 3-613-50496-0
- Britt Grünke / Detlef Stöcker, Motorboot fahren leicht gemacht. Verlag Pietsch, Stuttgart 2006. ISBN 3613504952
- Detlef Stöcker / Britt Grünke, Terra Experia – Kanu Spezial. Verlag SD-Media Service Berlin 2006. ISBN 978-3-98120263-2
- Britt Grünke / Detlef Stöcker, Kanuwandern leicht gemacht. Verlag Pietsch, Stuttgart 2007. ISBN 3-613-50537-1
- Britt Grünke / Detlef Stöcker Kanuguide Ostsee., Verlag Pietsch, Stuttgart 2007. ISBN 3-613-50552-5
- Britt Grünke / Detlef Stöcker Kanuguide Bayern / Thüringen / Sachsen. 2008. ISBN 978-3-61350570-4
- Detlef Stöcker Kanuguide Mecklenburg-Vorpommern. Verlag Pietsch Stuttgart 2009. ISBN 978-3-61350580-3
- Detlef Stöcker Terra Experia – Kanu Spezial 2008 / 2009. Brandenburg / Mecklenburg-Vorpommern. Verlag SD-Media Service Berlin 2008. ISBN 978-3-9812026-3-2
- Detlef Stöcker Terra Experia Kanu Spezial 2010 / 2011. Brandenburg / Mecklenburg-Vorpommern. Verlag SD-Media Service Berlin 2010 ISBN 978-3-9813479-3-7
- Detlef Stöcker / Britt Grünke Kanuwandern leicht gemacht – überarbeitete und erweiterte Neuauflage. Verlag Pietsch Stuttgart 2010. ISBN 978-3-613-50617-6
- Detlef Stöcker Kanuguide Rheinland-Pfalz/Saarland/Baden-Württemberg. Verlag Pietsch Stuttgart 2010. ISBN 978-3-613-5059-1-9
- Detlef Stöcker Ein perfektes outdoor-Wochenende in Deutschland. Verlag Pietsch Stuttgart 2012. ISBN 978-3-613-50676-3

| Personendaten    | Personendaten   |
| ---------------- | --------------- |
| NAME             | Stöcker, Detlef |
| KURZBESCHREIBUNG | deutscher Autor |
| GEBURTSDATUM     | 1963            |
| GEBURTSORT       | Geroldsgrün     |